# دیوید بلنگور
دیوید بلنگور (انگلیسی: David Belenguer؛ زادهٔ ۱۷ دسامبر ۱۹۷۲) بازیکن فوتبال اهل اسپانیا است.
از باشگاه‌هایی که در آن بازی کرده‌است می‌توان به باشگاه فوتبال رئال مادرید سی، باشگاه فوتبال ختافه، باشگاه فوتبال رئال مادرید، باشگاه فوتبال رئال بتیس، باشگاه فوتبال آلباسته بالومپیه، باشگاه فوتبال لگانس، و باشگاه فوتبال سلتاویگو اشاره کرد.